# Pascale Maret
 (juin 2025).
Si vous disposez d'ouvrages ou d'articles de référence ou si vous connaissez des sites web de qualité traitant du thème abordé ici, merci de compléter l'article en donnant les références utiles à sa vérifiabilité et en les liant à la section « Notes et références ».
Pour les articles homonymes, voir Maret.
Pascale Maret, née le 31 mars 1957, est une autrice française d'ouvrages pour la jeunesse et les adultes.

## Biographie

### Enfance et formation
Pascale Maret grandit dans un petit village d'Auvergne, dans le logement de fonction qu'occupent ses parents, instituteurs dans une école primaire. Elle est fille unique et la lecture est son premier moyen d'évasion[réf. nécessaire].
Elle découvre la danse classique à travers la lecture d'un roman et souhaite devenir danseuse étoile mais elle suit finalement des études de lettres[réf. nécessaire]. Elle est agrégée de lettres modernes et normalienne (Lettres 1976).

### Carrière
Avec son mari géologue, elle voyage beaucoup et enseigne donc la langue et la littérature française en Côte d'Ivoire, en Argentine, aux Émirats arabes unis, en Birmanie et au Venezuela.
Elle commence à écrire vers l’âge de quarante ans. Ce n’est qu’après avoir écrit plusieurs romans, qui se sont plutôt bien vendus, qu’elle se considère elle-même comme écrivaine et décide de se consacrer à l'écriture[réf. nécessaire].
Son premier livre pour adultes est un recueil de nouvelles, Aventures en Birmanie, publié en 1998 aux éditions Kaïlash. Elle est lauréate de la Bourse Cino del Duca. Son second roman pour adultes, Une brusque envie de soleil, est publié en 2022. Un troisième livre sort la même année : Un petit château si tranquille est un roman policier cosy mystery basé sur les souvenirs de sa grand-mère paternelle, femme de chambre dans un petit château à Chadrac.
Elle est également l’autrice d’une vingtaine de romans pour la jeunesse publiés chez différents éditeurs : Kailash, Milan, Nathan ou encore les éditions Thierry Magnier pour qui elle a écrit neuf romans ados. Ses livres reçoivent régulièrement des prix (Prix des Incorruptibles, Prix de la NRP, Prix Jacaranda, Prix Aficion’Ados…) et sont traduits en plusieurs langues : allemand, espagnol, catalan, néerlandais et birman. Elle est membre de la Charte des auteurs et des illustrateurs jeunesse. Elle va également régulièrement à la rencontre des jeunes lecteurs,,,,.

#### Méthode d'écriture
Elle écrit toujours sa première version à la main dans un grand cahier. Cela lui prend beaucoup de temps car elle se décrit comme « paresseuse » lorsqu’elle écrit, ajoutant même avec humour que sa devise pourrait être « Glander beaucoup pour écrire un peu ». Cette « lenteur » lui permet aussi de prendre son temps pour bien connaître ses personnages, qu'elle est toujours un peu triste de quitter. Cette première phase peut prendre quatre à cinq mois. Lors de la deuxième phase de l’écriture, celle de la copie sur ordinateur et de la correction, elle est dans un état d’esprit beaucoup plus concentré et travaille beaucoup plus vite.[réf. nécessaire]

### Vie privée
Après ses nombreux voyages, Pascale Maret emménage à Suresnes. Elle réside actuellement[Quand ?] en Haute-Loire. Elle est mère de trois enfants que son mari et elle ont adoptés.

## Récompenses
- Aventures en Birmanie a reçu le prix de soutien à la création littéraire de la Fondation Del Duca[9].
- Clones en stock a reçu le Prix Goya découverte en 2001, le  Prix Gayant lecture et le Prix Escapage.
- Esclave ! a reçu le prix des enfants du livre au festival du livre de Saint-Orens en 2004 le prix Henri Matisse, et le prix Coup de pouce.
- A vos risques et périls a reçu le Prix de la citoyenneté, le prix Lire@sénart et le Prix Trégor Ados.
- Le monde attend derrière la porte a reçu le prix Jacaranda, le prix des collégiens de Belfort, le prix Aficion'ados et le prix des Incorruptibles 2011.
- Vert jade rouge sang a reçu le Prix NRP de littérature jeunesse 2011 et est sélectionné pour le Prix ados 2012 : l'histoire se passe en Birmanie, où l'autrice a habité quatre ans[4].
- L'encrier maudit a reçu le prix Ruralivres, le prix Kilalu, le prix de la ville de La Garde en 2012, le Prix Graines de lecteurs en 2013 et le Prix Super graine de lecteurs en 2017.
- L'oiseau arlequin, illustré par Delphine Jacquot, a reçu le Prix des Incorruptibles 2013, Catégorie CE1[10].
- Bon zigue et Clotaire a reçu le Prix Goya découverte 2016[11]
- N'y pense plus, tout est bien a reçu le Prix des collégiens de Belfort 2018

## Œuvres
- Aventures en Birmanie, 1998, nouvelles adultes, Kailash.
- Clones en stock, 2001 (réédité en 2008 et 2018), roman jeunesse, Milan : son premier roman pour la jeunesse est un roman de science-fiction. Quatre Bleu s’enfuit de la fabrique de clones pour être libre et échapper à son sort en se trouvant une identité.
- Esclave !, 2003 (réédité en 2007), roman jeunesse, Milan : il raconte la vie d’Ana une petite Africaine arrachée à son pays et vendue comme esclave au Venezuela.
- Sur l’Orénoque, 2005, roman ado, Thierry Magnier : un jeune orphelin est emmené par son oncle à la découverte de ce monde inconnu qu'est l'Amazonie.
- Une Année douce-amère, 2006, roman ado, Thierry Magnier : une histoire d’amour sur fond de guerre dans le village où est née Pascale Maret.
- À vos risques et périls, 2007, roman ado, Thierry Magnier : ce roman d’action, traduit en allemand, en espagnol et en hollandais, fait pénétrer le lecteur dans une émission de télé-réalité. On se croirait à Koh Lanta.
- Le monde attend derrière la porte, 2009, roman ado, Thierry Magnier.
- Zone tribale, 2010, roman ado, Thierry Magnier : une histoire de bastons  autour de conflits entre jeunes juifs et musulmans.
- L'encrier maudit, 2011, roman jeunesse, Oskar.
- Vert jade, rouge sang, 2011, roman ado, Thierry Magnier : le héros de ce roman arrête ses études pour partir à la recherche de son frère et le retrouve dans l’enfer d’une mine de jade birmane.
- L'oiseau arlequin, 2011, album, Thierry Magnier : L'oiseau arlequin, illustré par Delphine Jacquot, reçoit le Prix des Incorruptibles 2013, Catégorie CE1[12],[10]. Le livre raconte l'histoire d'un lion et d'un dragon-serpent qui se sont répartis le pouvoir sur la terre et sur la mer[13].
- La véritable histoire d'Harrison Travis, hors-la-loi, racontée par lui-même, 2012, roman jeunesse, Thierry Magnier.
- Les ailes de la sylphide, 2013, roman ado, Thierry Magnier.
- Bon Zigue et Clotaire, 2014, roman jeunesse, Thierry Magnier.
- N'y pense plus, tout est bien, 2016, roman ado, Thierry Magnier.
- Collection "Les romans du ballet", Nathan, Cinq titres parus: Le Lac des cygnes, La Sylphide, Giselle, Casse-noisette, Don Quichotte, 2017- 2019
- Le lac des cygnes, album, illustrations d'Alexandra huard, Nathan, 2019
- Série "Danser jusqu'aux étoiles", tome 1, Entrée des artistes, Nathan, 2021
- Une brusque envie de soleil, Les éditions d'Avallon, 2022
- Un petit château si tranquille, "Loreleï", Les éditions d'Avallon, 2022